# Град Бања Лука
Град Бања Лука или Град Бањалука, по броју становника је највећа јединица локалне самоуправе у Републици Српској и друга у Босни и Херцеговини. Простире се на 1.239 km². Према коначним подацима Пописа становништва БиХ 2013. године за Републику Српску које је издао Републички завод за статистику живјело је 180.053 лица, док је према Агенцији за статистику БиХ живјело 185.042 лица. У саставу ове локалне самоуправе налазе се још 53 насељена мјеста, од којих највише становника имају Куљани, Поткозарје, Шарговац, Пискавица, Мотике, Драгочај, Рекавице, Пријечани итд.
Име Бање Луке први пут је забиљежено 1494. године. Град је од тада имао бројне успоне и падове у свом развоју, а био је сједиште значајних административних јединица попут Босанског пашалука у Османском царству и Врбаске бановине у Краљевини Југославији. У садашњим границама ова јединица локалне самоуправе функционише од 1963. године, када су општине Бронзани Мајдан, Ивањска и Крупа на Врбасу укинуте и припојене бањолучкој општини. Град Бања Лука данас заузима преко 4,7% територије Републике Српске, а у њему живи око 15% становништва овог ентитета. Највеће је привредно, културно и образовно средиште Републике Српске, те једно од најзначајнијих у Босни и Херцеговини.

## Географија

### Положај
Већи дио подручја Града Бање Луке припада сливу Врбаса, а мањи дио на западу сливу ријеке Гомјенице, која се улијева у Сану. На овом подручју Врбас губи особине планинске ријеке и улази у низију на свом путу ка ушћу у Саву. У урбаном језгру Бање Луке, које се налази на надморској висини од 163 m, Врбас прима притоке Сутурлију, Црквену и Врбању. Према различитим геоморфолошким, геолошким и хидролошким особинама, подручје Града Бање Луке се може подијелити на 4 цјелине: равно дно Бањолучке котлине, алувијалне терасе, брда која окружују котлину и Динарске планине на југу. На југозападу подручја се уздиже планина Мањача, а на југоистоку Чемерница. Њихови највиши врхови су Велика Мањача (1.236 m) и Голи Вис (1.339 m). Између ове двије планине Врбас је усјекао клисуру у кредним вапненцима. Град се у почетку развијао низводно од некадашњег Горњег Шехера пратећи ток Врбаса, а стамбена насеља која су се градила послије Другог свјетског рата развијала су се у ширину према брдима која окружују урбано језгро. Бања Лука је посебно изложена ризику од земљотреса. Најснажнији земљотрес у овом граду забиљежен је октобра 1969. године, а проузроковао је штету и у 14 околних општина. Територија Града Бање Луке граничи се са општинама Градишка, Лакташи, Челинац, Кнежево, Мркоњић Град, Рибник и Оштра Лука, те Градом Приједором.

### Геолошке особине и земљишта
Подручје равничарског дијела захвата средњи, шири дио котлине (Бањолучко поље) и долине притока Врбаса и Сане (Врбања, Гомјеница итд.), на надморској висини око 150 m. Квартарне наслаге глина, иловача, силикатни пијескови и шљункови, благо су заталасани терени, који представљају пријелаз из долинског у брдски терен. Подручје побрђа (150–600 m) граде стијене дијабаз-кречњачке формације. Тај простор карактерише јако наборан рељеф, који је услов за образовање доминантних киселих смеђих земљишта. Подручје планинских масива (надморске висине 400–1339 m) на јужном дијелу територије града грађено је од кречњачких и доломитних формација. Доминантна земљишта бањолучке територије (преко 90%) спадају у ред аутоморфних земљишта, међу којима су најприсутнија смеђа (камбична) земљишта, а затим и елувијално-илувијална, илимеризована земљишта. Хидроморфна земљишта су распрострањена на мањој територији, а међу њима су најзначајнија псеудоглејна и алувијална земљишта.

### Клима
Клима Бање Луке је умјереноконтинентална, уз утицај климе панонског појаса. Средња годишња температура је 10,7 °C, средња јануарска −0,8 °C, док је средња јулска 21,3 °C. Средња годишња облачност износи 62%. Бањолучки крај одликују изразите зиме, топла љета, знатна колебања температуре, те обилне падавине почетком љета. Најчешћи су вјетрови из сјеверног квадранта, а већи дио године у Бањој Луци влада тихо вријеме.
| Клима Бање Луке (1961—2003)                         | Клима Бање Луке (1961—2003) | Клима Бање Луке (1961—2003) | Клима Бање Луке (1961—2003) | Клима Бање Луке (1961—2003) | Клима Бање Луке (1961—2003) | Клима Бање Луке (1961—2003) | Клима Бање Луке (1961—2003) | Клима Бање Луке (1961—2003) | Клима Бање Луке (1961—2003) | Клима Бање Луке (1961—2003) | Клима Бање Луке (1961—2003) | Клима Бање Луке (1961—2003) | Клима Бање Луке (1961—2003) |
| Показатељ \ Месец                                   | .Јан.                       | .Феб.                       | .Мар.                       | .Апр.                       | .Мај.                       | .Јун.                       | .Јул.                       | .Авг.                       | .Сеп.                       | .Окт.                       | .Нов.                       | .Дец.                       | .Год.                       |
| --------------------------------------------------- | --------------------------- | --------------------------- | --------------------------- | --------------------------- | --------------------------- | --------------------------- | --------------------------- | --------------------------- | --------------------------- | --------------------------- | --------------------------- | --------------------------- | --------------------------- |
| Апсолутни максимум, °C (°F)                         | 22,3 (72,1)                 | 25,2 (77,4)                 | 27,6 (81,7)                 | 31,4 (88,5)                 | 35,4 (95,7)                 | 39,2 (102,6)                | 41,4 (106,5)                | 41,4 (106,5)                | 38,3 (100,9)                | 34,8 (94,6)                 | 26,7 (80,1)                 | 23,5 (74,3)                 | 41,4 (106,5)                |
| Средњи максимум, °C (°F)                            | 3,7 (38,7)                  | 6,8 (44,2)                  | 12,0 (53,6)                 | 17,2 (63)                   | 22,0 (71,6)                 | 25,0 (77)                   | 27,2 (81)                   | 26,9 (80,4)                 | 23,3 (73,9)                 | 17,4 (63,3)                 | 10,8 (51,4)                 | 5,2 (41,4)                  | 16,5 (61,7)                 |
| Средњи минимум, °C (°F)                             | −4,6 (23,7)                 | −2,3 (27,9)                 | 0,7 (33,3)                  | 4,7 (40,5)                  | 9,0 (48,2)                  | 12,4 (54,3)                 | 13,7 (56,7)                 | 13,3 (55,9)                 | 10,1 (50,2)                 | 5,7 (42,3)                  | 1,6 (34,9)                  | −2,6 (27,3)                 | 5,1 (41,2)                  |
| Апсолутни минимум, °C (°F)                          | −26,4 (−15,5)               | −27,4 (−17,3)               | −18,2 (−0,8)                | −5,9 (21,4)                 | −1,4 (29,5)                 | 0,9 (33,6)                  | 5,3 (41,5)                  | 1,8 (35,2)                  | −1,4 (29,5)                 | −6,0 (21,2)                 | −14,3 (6,3)                 | −20,4 (−4,7)                | −27,4 (−17,3)               |
| Количина падавина, mm (in)                          | 70,5 (27,76)                | 62,6 (24,65)                | 77,7 (30,59)                | 89,2 (35,12)                | 95,7 (37,68)                | 111,8 (44,02)               | 93,6 (36,85)                | 83,6 (32,91)                | 95,0 (37,4)                 | 83,3 (32,8)                 | 97,7 (38,46)                | 88,9 (35)                   | 1.049,6 (413,23)            |
| Извор: Републички хидрометеоролошки завод Бања Лука |                             |                             |                             |                             |                             |                             |                             |                             |                             |                             |                             |                             |                             |

## Историја
У граду и његовој околини откривена су богата археолошка налазишта која говоре о прастановницима простора око Врбаса. На простору тврђаве Кастел, у данашњем средишту града, пронађен је знатан фонд каменог оруђа и оружја за које се претпоставља да се користило у млађем палеолиту. На истом мјесту утврђено је постојање баденског насеља из нешто млађег периода, енеолита (између 2000. и 1800. године п. н.е.). Поред остатака кућа са дрвеном конструкцијом, облијепљених блатом, откривени су и керамички предмети типични за тај период, као што су шоље са високим цилиндричним вратом и орнаментима, те купасти глинени тегови, који су могли служити у риболову или у примитивној технологији ткања.
Први познати становници на овом простору били су Илири и Келти, а шире подручје данашње Бање Луке, пред римско освајање, насељавало је илирско племе Осеријати. Римски војсковођа Германик заузео је подручје данашње Бање Луке првих година нове ере, након гушења познатог Батоновог устанка. На мјесту Кастела био је подигнут римски војни логор, утврђење Кастра (лат. Castrum Castra), поред кога је никло и цивилно насеље. Публије Корнелије Долабела, намјесник цара Тиберија у провинцијама Илирик и Далмација, изградио је око 20. године тзв. Пут соли који је повезивао Салону са Сервицијумом, а Кастра је постала важно урбано насеље на том путу. То се може закључити по налазима касноантичког новца, керамике, камена, остатака циглана, зграда и гробница у граду и оближњим селима. У близини Кастела је пронађен Јупитеров жртвеник из другог вијека, који се чува у сарајевском Земаљском музеју. Римљани су спознали и користили љековита својства термоминералних вода у Српским топлицама, те на извориштима у околини града — Слатини и Лакташима.
Током 6. и 7. вијека, послије пропасти Римског царства, досељавала су се словенска племена. Од 7. до 12. вијека овим просторима је углавном господарила Византија. Повремено су их заузимали и угарски краљеви, а у 9. вијеку ријека Врбас (или Уна) била је западна граница Кнежевине Србије. Средином 12. вијека територијом данашње Бање Луке владао је први босански бан Борић. О средњовјековном животу у околини Бање Луке свједоче многе повеље и записи издати у градовима врбашке и земљаничке (земуничке) жупе, као и значајни остаци утврђених градова из периода од 13. до 15. вијека у кањону Врбаса и на простору сјеверно од данашњег града, у Лијевчу и Поткозарју. Гребен град се по први пут помиње 1192. године, Врбашки град 1244, жупа Земљаник 1287, жупа Врбања и град Котор (Котор Варош) 1322, Звечај 1404, а Бочац 1446. Крајем 14. вијека овим просторима (тзв. Доњим крајима) владао је краљ Твртко, а почетком 15. вијека моћни феудалац Хрвоје Вукчић Хрватинић.
Град се под данашњим именом први пут помиње 1494. године када угарски краљ Владислав II Јагелонац, у повељи упућеној локалним заповједницима Јајачке бановине, наводи име Јураја Микулашића као каштелана Бање Луке. Лингвисти сматрају да је име града настало од ријечи „бан” (односно, архаичног придјева „бања”, у значењу „банова”) и „лука”, при чему је лука означавала ливаду у близини воде. Бања Лука се тада налазила на подручју данашње мјесне заједнице Српске топлице, с обје стране Врбаса. Познато је да су на овом простору прије пада под турску власт постојале жупе Земљаник (Земуник) и Врбас, а недалеко од њих, источно од ријеке Врбас налазиле су се жупе Врбања и Глаж. Од 1463. до 1528. године подручје је било у саставу Јајачке бановине.

### Османско царство
Турци Османлије су освојили Бању Луку 1528. године. Град се снажније развијао од 1553. године, када је сједиште Босанског санџака премјештено из Сарајева у Бању Луку. Први санџак-бег у Бањој Луци био је Софи Мехмед-паша. У његово вријеме се нагло повећао обим трговачких послова, саграђене су ћуприје преко Врбаса и караван-серај. У периоду од 1579. до 1587. године Ферхат-паша Соколовић је изградио чаршију на идеалном простору за развој насеља, на ушћу ријеке Црквене у Врбас (Доњи Шехер). Тада је подигнуто 216 јавних грађевина, од којих су најпознатије: џамија Ферхадија, караван-сарај, око 200 занатских и трговачких дућана, те амбари за жито. Године 1583, Бања Лука је постала сједиште Босанског пашалука, што је била све до 1639. године.
У вријеме аустријско-турских ратова Бања Лука је била више пута пустошена, а њено становништво побијено или растјерано. Нарочито је значајна битка која се водила око бањолучке тврђаве 1737. године у којој су обје стране претрпјеле велике губитке. Бању Луку су поред војничких похода пустошиле и велике епидемије куге, од којих је највећа била она између 1813. и 1816, као и чести разорни земљотреси. Крајем турске владавине град је имао 1.126 кућа, од којих су 103 биле у српској вароши. Овај период бањолучке прошлости обиљежио је и Васо Пелагић, први управник православне богословије, основане 1866. године. Пелагић је за школске потребе и ради ширења просвјете у народу штампао 1867. године у Београду „Руковођу за српско-босанске, херцеговачке, старосрбијанске и македонске учитеље”. Примио је чин архимандрита да би заштитио Богословију у Бањој Луци од противника из редова све три вјере, којима се није допадао његов слободоуман школски програм. Муслиманска средња школа првог степена, руждија, почела је са радом 1862. године.
За 350 година турске владавине, поред тога што је повремено била сједиште великих административних јединица (санџака и пашалука), Бања Лука је стално имала значајне управне функције нижих нивоа власти. Била је сједиште кадилука, који је основан почетком друге половине 16. вијека, а обухватао је више нахија, међу којима је била и Бањолучка. Средином 19. вијека у Османском царству је извршена реорганизација административне подјеле, када су санџаци постали мање територијалне јединице. Године 1851. основан је Бањолучки санџак, који су чинили кадилуци: Бања Лука, Градишка, Дервента, Тешањ и Жепче. Кадилуци су били подијељени на општине.

### Аустроугарска
Године 1878, Бању Луку је окупирала Аустроугарска. Иако је за вријеме турске власти била административни центар регије, Бања Лука је аустроугарску окупацију БиХ дочекала као заостало оријентално насеље са мање од 10.000 становника. Под новом влашћу град је значајно напредовао. Добио је нове саобраћајнице, водовод, канализацију, електричну расвјету, а развијале су се и привреда и трговина. Жељезничким путем се извлачило дрвно богатство, које се пласирало даље у све крајеве „Двојне монархије”. За вријеме аустроугарске владавине отворена је и гимназија („Велика реалка”, 1895), фабрика дувана (1888), жељезничка станица (1891) и дрвопрерађивачко предузеће „Босна холц”. Аустроугарски генерал Алфред фон Јелзон је покренуо акцију садње дрвореда, у којој је до 1885. године засађено 4.714 стабала, а Бања Лука је постала препознатљива по својим алејама, чија је укупна дужина тада износила 17 km. Најзначајнији Бањолучанин тог времена је писац и народни трибун Петар Кочић, рођен у оближњим Стричићима на планини Мањачи, који је оставио велики и трајни печат у културном и политичком животу овог краја, као и у српској књижевности уопште.
У периоду аустроугарске окупације санџаке су замијенили окрузи, а кадилуке котари. Први попис становништва је одржан 1879. године по административним границама из османског периода, а након тога је дошло до промјена. Котари Босанска Костајница и Приједор су припојени Бањолучком округу, а Жепче Травничком. Из Бањолучког котара издвојени су новоосновани котари Котор Варош и Прњавор, те Градски котар Бања Лука. Тзв. Сеоски котар Бања Лука остао је највећи у округу, а поред руралног дијела данашњег подручја Града Бање Луке, обухватао је и простор данашњих општина Лакташи и Челинац. Општинско вијеће Бање Луке имало је 20 чланова, од којих су по 8 били муслимани и православци, 3 римокатолици и 1 јевреј. Начелник општине је био муслиман, први подначелник православац, а други римокатолик.
Почетак Првог свјетског рата у Бањој Луци обиљежио је тзв. Велеиздајнички процес. Наиме, по објављивању рата Србији, Аустроугарска је у овом граду похапсила 156 виђенијих Срба и оптужила их за велеиздају. Коначном пресудом, изреченом 1916. године, 16 лица осуђено је на смрт, а 87 их је добило затворске казне. Помиловање осуђених на смрт успио је да издејствује Алфонсо XIII, тадашњи краљ Шпаније, и то преко своје мајке, Марије Кристине, која је била поријеклом са аустријског двора. Захвална Бања Лука и данас има улицу у самом центру града која носи име овога владара. Аустроугарска власт у Бањој Луци окончана је уласком српске војске у град 21. новембра 1918. године.

### Краљевина Југославија
У доба Краљевине Југославије град се убрзано развијао, поготово за вријеме управе енергичног и предузетног Бана Светислава Тисе Милосављевића, првог бана тадашње Врбаске бановине. Тада су изграђене зграде Хипотекарне банке, Банске управе, Банског двора, Соколског дома, Хигијенског завода, Народног позоришта Врбаске бановине и цркве Свете тројице, која је срушена у њемачком бомбардовању (данас Саборни храм Христа спаситеља). Отворен је велики број нових школа, Етнографски музеј Врбаске бановине, подигнут Градски парк, те изграђен градски мост (мост града Патре), један од првих пројеката чувеног инжињера Бранка Жежеља. Све то је утицало и на процват културног живота Бање Луке.
Први попис становништва након аустроугарске окупације одржан је 1921. године, а на снази су још увијек биле административне границе из тог периода. За дотадашње котаре се користио назив срез, а умјесто дотадашњег Бањолучког округа, 1923. године на истом простору основана је Врбаска област. Године 1928. укинут је Градски срез Бања Лука. Банска управа Врбаске бановине започела је рад крајем новембра 1929. године, када је укинута Врбаска област. Године 1931. у саставу Бањолучког среза било је 14 општина: Бања Лука (град), Бронзани Мајдан, Буџак, Челинац, Драгочај, Јошавка, Кадина Вода, Клашнице, Крупа, Маглајани, Пискавица, Рекавице, Сарачица и Слатина.
Напредак града зауставио је Други свјетски рат и њемачко бомбардовање 9. априла 1941. са великим разарањима, а потом и савезничко бомбардовање 1944. У Другом свјетском рату Бања Лука је била у оквиру Независне Државе Хрватске. Многе српске и јеврејске породице су протјеране, а неке од њих су завршиле у концентрационом логору Јасеновац. Некада бројна јеврејска заједница (углавном Сефарда) у Бањој Луци готово сасвим је нестала. Припадници „Поглавниковог тјелесног сдруга” (Павелићеве гарде) и VIII Усташке бојне (батаљона), починили су у зору 7. фебруара 1942. у бањолучким насељима Дракулић, Шарговац и Мотике, најмасовнији једнодневни покољ у Другом свјетском рату. У овом масакру хладним оружјем је убијено око 2.500 мушкараца, жена и дјеце српске националности. Починиоце овог покоља предводио је натпоручник (капетан) Јосип Мишлов у пратњи петрићевачког жупника, фратра Томислава Филиповића. Преживјело је врло мало свједока, а овај покољ је за вријеме СФРЈ деценијама минимизиран и заташкаван. Порушен и осиромашен, град је од фашиста ослобођен 22. априла 1945. на челу са командантом Миланчићем Миљевићем. Године 1961, на оближњем Бањ брду подигнут је споменик у знак сјећања на неколико хиљада крајишких бораца који су погинули у Другом свјетском рату.

### СФР Југославија
Живот Бање Луке у социјалистичком југословенском раздобљу могао би се подијелити у два периода: од 1945. до разорног земљотреса 1969. и од 1969. до избијања рата у Босни и Херцеговини. До 1948. у Бањој Луци је основано тридесет државних (општенародних) предузећа међу којима и: „Руди Чајавец”, „Крајина”, „Витаминка”, „Аутопревоз”... А предузеће „Сточар” проглашено је 1950. најбољим откупним предузећем у Југославији. Послије ослобођења активне су биле: Комунистичка партија Југославије, Народни фронт, Савез синдиката, Савез социјалистичке омладине, Савез бораца, Антифашистички фронт жена и још неке организације. Градско средиште се територијално ширило а упоредо с тим и водоводна и канализациона мрежа. Градска расвјета је располагала са 150 класичних расвјетних тијела у неком првобитном периоду након ослобођења а 1965. постојало је већ 1500 расвјетних тијела. У оквиру традиционалних и основних градских привредних дјелатности — занатства и трговине, главне постратне промјене односиле су се на нови својински карактер производних средстава. Дакле, укинуо се приватни и успоставио општедруштвени сектор. Основана су нова занатска предузећа: „1. мај”, „29. новембар”, „22. децембар”, „Елмонт”, „Пољоремонт”, „Нова радиност”...
Најтежи ударац у послијератном периоду (СФРЈ) граду је задао катастрофални земљотрес 1969. године, након којег је град коначно добио свој данас препознатљиви изглед и значај. Година 1969. дубоко је урезана у историју града и свијест становништва. Најразорнији удар погодио је град 27. октобра 1969. године. Почело је у ноћи 26. октобра у 2.55 ч. јаким „претходним ударом”; подрхтавање се наставило до 8.53 ч. када је град погодио земљотрес јачине 8° Меркалијеве скале, односно 6° Рихтерове скале с епицентром у самом центру града (гдје се данас налази зграда робне куће „Боска”). Захваљујући правовременим мјерама, број људских жртава је сведен на минимум (15 погинулих, а близу 1.000 рањених). Материјална штета је била огромна. Укупно је оштећено 112 привредних организација, 36.267 станова, 131 школска зграда, сви објекти културе, социјалне заштите, јавних служби. Медицински центар је до темеља срушен. Привреда је претрпјела значајне губитке. Након земљотреса је дошло вријеме велике обнове града, када је изграђено мноштво нових објеката и стамбених насеља.
Након Другог свјетског рата у Бањој Луци је прво било сједиште округа који се састојао од 20 срезова, од којих је један био и Бањолучки срез са истом територијом као и прије рата. За вријеме пописа становништва 1948. године овај срез се састојао од 25 мјесних народних одбора и градског подручја Бање Луке. Они мјесни народни одбори који нису посједовали минималне услове за преображај у општинска средишта су потом укинути, а срезови су територијално повећани. Тада је Бањолучки срез обухватао 11 општина: Бању Луку, Босанску Градишку, Бронзани Мајдан, Челинац, Ивањску, Котор Варош, Крупу на Врбасу, Прњавор, Скендер Вакуф и Србац. Наредном реорганизацијом су укинуте неке сеоске општине, од којих су три припојене Бањолучкој општини (Бронзани Мајдан, Ивањска и Крупа на Врбасу), а срезови су поново проширени, па су Бањолучком срезу припојени Јајачки и Приједорски, те дио Ливањског среза. Потом је услиједило коначно укидање срезова, а територија Бањолучке општине се више није мијењала.

### Скорашња историја
За вријеме ратног сукоба на подручју БиХ 1992—1995. у Бањој Луци није било директних дејстава, али је дошло до значајних промјена у националној структури становништва. У град је дошао велики број избјеглих и расељених Срба, а из њега је исто тако избјегао велики број Хрвата и Бошњака. Поред тога, овај период бањолучке историје обиљежио је још један трагичан догађај. Од 22. маја до 19. јуна 1992. године у Клиници за дјечје болести у Бањој Луци умрло је 12 новорођенчади. Свима је кисеоник за инкубаторе био неопходан. Због прекида коридора кроз Посавину према Србији, усљед свакодневних борби, била је онемогућена достава кисеоника копненим путем, којим је Бања Лука до тада била снабдијевана.
Једина могућност допремања кисеоника била је ваздушним путем, али је на снази била забрана летења изнад БиХ. Авион са боцама кисеоника је на Батајничком аеродрому неколико дана чекао посебно одобрење за полијетање од Савјета безбједности УН. Упркос бројним апелима за помоћ, ово одобрење никада није стигло.
Оснивањем Републике Српске, Бањолучка општина је постала највећа у овом ентитету, а Бања Лука највећи и дефакто главни град у којем су сједишта већине републичких институција. Године 1997. усвојен је Закон о Граду Бања Лука, по којем подручје Града Бање Луке чини подручје дотадашње Општине Бања Лука. У Бањој Луци је 2007. године свечано отворен Административни центар Владе Републике Српске.

## Политичко и административно уређење
Град Бања Лука је територијална јединица локалне самоуправе и има надлежности које су законом додијељене општини. Органи власти у Граду Бањој Луци су Скупштина града и Градоначелник. Скупштина града је представничко тијело грађана, и орган одлучивања и креирања политике Града. Скупштина има 31 одборника. Одборници се бирају на непосредним локалним изборима, тајним гласањем, на период од четири године. Градоначелник заступа Град и врши извршну функцију у Граду Бањој Луци. Он руководи Административном службом града, и одговоран је за њен рад. Тренутни градоначелник Бање Луке је Драшко Станивуковић.

## Становништво, насељена мјеста и мјесне заједнице
Према Попису становништва БиХ из 1991. године, општина Бања Лука је имала 195.692 становника, распоређена у 54 насељена мјеста. Према коначним подацима Пописа становништва БиХ 2013. године за Републику Српску које је издао Републички завод за статистику а требало да преузме и објави Агенција за статистику Босне и Херцеговине, у Граду Бањој Луци је пописано или 180.053 (податак РЗС) или 185.042 (податак АГС) лица.
Цијело подручје пријератне општине налази се у Републици Српској од њеног настанка. У саставу Града налазе се 54 насељена мјеста, са сједиштем Бањом Луком.
Ради непосредног учешћа грађана у локалној самоуправи и с циљем задовољавања њихових заједничких потреба, на подручју Града Бање Луке је образовано 57 мјесних заједница.
| Националност (град / некадашња општина) | 2013.                                 | 1991.            | 1981.           | 1971.           |
| Срби                                    | 165.750 (89,57%) или 162.057 (90,00%) | 106.878 (54,78%) | 93.389 (50,86%) | 92.465 (58,25%) |
| Муслимани/Бошњаци                       | 007.681 (4,15%) или 006.816 (3,78%)   | 28.550 (14,63%)  | 21.726 (11,83%) | 24.268 (15,29%) |
| Хрвати                                  | 005.104 (2,76%) или 004.887 (2,71%)   | 29.033 (14,88%)  | 30.442 (16,58%) | 33.371 (21,02%) |
| Југословени                             | —                                     | 23.408 (12,00%)  | 32.624 (17,77%) | 4.684 (2,95%)   |
| остали и непознато                      | 006.507 (3,52%) или 006.293 (3,50%)   | 7.270 (3,72%)    | 5.437 (2,96%)   | 3.948 (2,49%)   |
| Укупно:                                 | 185.042 или 180.053                   | 195.139          | 183.618         | 158.736         |

|             | \| Демографија[1][2][50] \| Демографија[1][2][50] \| Демографија[1][2][50] \| \| Година \| Становника \| Становника \| \| --------------------- \| --------------------- \| --------------------- \| \| 1948. \| 89.248 \| \| \| 1953. \| 100.045 \| \| \| 1961. \| 75.910 \| \| \| 1971. \| 158.736 \| \| \| 1981. \| 183.618 \| \| \| 1991. \| 195.139 \| \| \| 2013. \| \| ?180.053 ?185.042 \| |                   |
| Демографија | |                   |
| Година      | Становника | Становника        |
| 1948.       | 89.248 |                   |
| 1953.       | 100.045 |                   |
| 1961.       | 75.910 |                   |
| 1971.       | 158.736 |                   |
| 1981.       | 183.618 |                   |
| 1991.       | 195.139 |                   |
| 2013.       | | ?180.053 ?185.042 |

## Привреда
До 1992. године Бања Лука је била снажан привредни центар, са 63.000 запослених и развијеном индустријом. Национални доходак по глави становника износио је 2.850 америчких долара, а стопа запослености 32,6%. Привредни развој града био је заснован на развоју индустрије, уз доминацију секундарног сектора у којем је било ангажовано 54% укупног броја запослених. Након четворогодишњих ратних дејстава привреда Бање Луке стагнира. Пропуштена је нова технолошка генерација а опрема је застарјела, покидане су традиционалне спољнотрговинске везе и изгубљени значајни купци и тржишта. Учешће индустрије у структури привреде је двоструко мање него што је било прије рата.
У посљедњих неколико година нагло се развија финансијски сектор и Бања Лука постаје финансијско средиште. У 2002. години почиње да ради новооснована Бањолучка берза. Ускоро се и акције највећих предузећа Републике Српске уврштавају на берзанску котацију. Међу њима се налазе акције Телекома Српске, Рафинерије уља Модрича, Бањолучке пиваре, Витаминке и многе друге. Осим берзе, у овом граду су смјештене и друге важне финансијске институције као што су Инвестиционо-развојна банка Републике Српске, Комисија за хартије од вриједности Републике Српске, Агенција за банкарство Републике Српске и Управа за индиректно опорезивање БиХ. Све то Бању Луку чини једним од најважнијих финансијских центара у земљи и требало би да представља основу за привредни развој овог краја.
Укупан број запослених у Граду Бањој Луци био је до 2009. године у порасту, а од тада стагнира. Године 2012. износио је 60.320, тј. 25,3% од укупног броја запослених у Републици Српској. Просјечна нето плата 2012. године у Граду Бањој Луци износила је 954 КМ, а у Републици Српској 818 КМ. По овом показатељу Град Бања Лука био је на четвртом мјесту у РС, иза општина Угљевик, Источни Дрвар и Гацко. Промет робе у трговини на мало 2012. године износио је 905.986 КМ или 23,4% од промета у Републици Српској.
| Број запослених у пословним субјектима 2012. године по подручјима класификације дјелатности‍ | Број запослених у пословним субјектима 2012. године по подручјима класификације дјелатности‍ | Број запослених у пословним субјектима 2012. године по подручјима класификације дјелатности‍ | Број запослених у пословним субјектима 2012. године по подручјима класификације дјелатности‍ | Број запослених у пословним субјектима 2012. године по подручјима класификације дјелатности‍ |
| ------------------------------------------------------------------------------------------- | ------------------------------------------------------------------------------------------- | ------------------------------------------------------------------------------------------- | ------------------------------------------------------------------------------------------- | ------------------------------------------------------------------------------------------- |
|                                                                                             |                                                                                             |                                                                                             |                                                                                             |                                                                                             |
| Трговина на велико и мало; поправак моторних возила и мотоцикала                            | Трговина на велико и мало; поправак моторних возила и мотоцикала                            |                                                                                             | 9.083                                                                                       | 17,50%                                                                                      |
| Јавна управа и одбрана; обавезно социјално осигурање                                        | Јавна управа и одбрана; обавезно социјално осигурање                                        |                                                                                             | 8.395                                                                                       | 16,18%                                                                                      |
| Прерађивачка индустрија                                                                     | Прерађивачка индустрија                                                                     |                                                                                             | 6.459                                                                                       | 12,45%                                                                                      |
| Дјелатности здравствене и социјалне заштите                                                 | Дјелатности здравствене и социјалне заштите                                                 |                                                                                             | 5.194                                                                                       | 10,01%                                                                                      |
| Образовање                                                                                  | Образовање                                                                                  |                                                                                             | 4.755                                                                                       | 9,16%                                                                                       |
| Финансијске дјелатности и дјелатности осигурања                                             | Финансијске дјелатности и дјелатности осигурања                                             |                                                                                             | 2.795                                                                                       | 5,39%                                                                                       |
| Информације и комуникације                                                                  | Информације и комуникације                                                                  |                                                                                             | 2.717                                                                                       | 5,24%                                                                                       |
| Грађевинарство                                                                              | Грађевинарство                                                                              |                                                                                             | 2.471                                                                                       | 4,76%                                                                                       |
| Стручне, научне и техничке дјелатности                                                      | Стручне, научне и техничке дјелатности                                                      |                                                                                             | 2.316                                                                                       | 4,46%                                                                                       |
| Превоз и складиштење                                                                        | Превоз и складиштење                                                                        |                                                                                             | 2.172                                                                                       | 4,19%                                                                                       |
| Административне и помоћне услужне дјелатности                                               | Административне и помоћне услужне дјелатности                                               |                                                                                             | 996                                                                                         | 1,92%                                                                                       |
| Умјетност, забава и рекреација                                                              | Умјетност, забава и рекреација                                                              |                                                                                             | 908                                                                                         | 1,75%                                                                                       |
| Хотелијерство и угоститељство                                                               | Хотелијерство и угоститељство                                                               |                                                                                             | 786                                                                                         | 1,51%                                                                                       |
| Производња и снабдијевање струјом, гасом, паром и климатизација                             | Производња и снабдијевање струјом, гасом, паром и климатизација                             |                                                                                             | 762                                                                                         | 1,47%                                                                                       |
| Снабдијевање водом, уклањање отпадних вода, управљање отпадом                               | Снабдијевање водом, уклањање отпадних вода, управљање отпадом                               |                                                                                             | 755                                                                                         | 1,45%                                                                                       |
| Пољопривреда, шумарство и риболов                                                           | Пољопривреда, шумарство и риболов                                                           |                                                                                             | 507                                                                                         | 0,98%                                                                                       |
| Остале услужне дјелатности                                                                  | Остале услужне дјелатности                                                                  |                                                                                             | 488                                                                                         | 0,94%                                                                                       |
| Пословање некретнинама                                                                      | Пословање некретнинама                                                                      |                                                                                             | 265                                                                                         | 0,51%                                                                                       |
| Вађење руда и камена                                                                        | Вађење руда и камена                                                                        |                                                                                             | 69                                                                                          | 0,13%                                                                                       |

## Образовање
Бања Лука је сједиште једне од двије високошколске установе чији је оснивач Република Српска — Универзитета у Бањој Луци. У тренутку оснивања (1975), у саставу Универзитета било је пет факултета: Електротехнички, Технолошки, Машински, Правни и Економски, те три више школе. Касније је основан и Медицински факултет (1978), да би након формирања Републике Српске у Бањој Луци били основани Пољопривредни (1992), Шумарски (1993), Филозофски (1993), Архитектонско-грађевински (1995) и Природно-математички факултет (1996), те Академија умјетности (1999). Године 2012. у Републици Српској је дипломирало 7.567 студената, од тога је 4.575 студирало на некој од високошколских установа са сједиштем у Граду Бањој Луци, а 1.834 дипломирана студента су имала пребивалиште на подручју Града Бање Луке.
У Бањој Луци су смјештене бројне јавне и приватне средње школе. Најстарија средњошколска установа је Гимназија, која је у 1995. години прославила сто година постојања, а ту су и: Грађевинска школа, Економска школа, Електротехничка школа „Никола Тесла”, Медицинска школа, Музичка школа „Владо Милошевић”, Пољопривредна школа, Техничка школа, Угоститељско-трговинско-туристичка школа, Школа ученика у привреди, Технолошка школа итд. Град Бања Лука има 29 основних са још 29 подручних школа. Поред њих, у граду функционишу још двије институције за основно образовање: Центар „Заштити ме” и Центар за образовање и рехабилитацију слушања и говора. У школској 2013/2014. години у основне школе на подручју Града Бање Луке уписано је 16.183 ученика од првог до деветог разреда. Предшколско образовање одвија се у Јавној установи Центар за предшколско васпитање и образовање. У њеном саставу се налази 20 вртића које похађа око 2.500 дјеце. Поред ове установе, у Бањој Луци ради и већи број вртића у приватном власништву.

## Култура
У вријеме Краљевине Југославије, односно управе Бана Милосављевића, бањолучко стваралаштво афирмисало је познате креаторе и аниматоре у области културе, који су поставили највреднија остварења на културну позорницу града. Народно позориште и Етнографски музеј основани су исте, 1930. године. Први управник Музеја био је чувени сликар Шпиро Боцарић. У почетку осмишљен као етнографски, музеј с временом повећава фонд историјске и архивске грађе. Име Душана Митровића заузима почасно мјесто у позоришним аналима. Био је управник првог позоришног ансамбла који се састојао од десетак глумаца, међу којима су били Вјекослав Афрић и Владо Зељковић.
Недуго затим отворена је библиотека, која сада има обиљежја републичке (ентитетске) народне и универзитетске установе. Поред фонда од 250.000 књига библиотека располаже и са 3.500 уникатних примјерака књига велике вриједности. Дјечје позориште је почело с радом 1960. године, а посљедњих година и ДИС — Позориште младих, дјечји студио глуме „Рода”, те новоосновано Градско позориште Јазавац. Осим у Музеју савремене умјетности Републике Српске, дјела познатих мајстора могу се видјети и у галерији „Терзић”. Концерти, изложбе, промоције и други културни садржаји углавном се одржавају у Банском двору. Музички павиљон у Градском парку Петар Кочић је такође намијењен за организацију музичких, плесних и књижевних вечери, те семинара, промоција, презентација, конференција, модних ревија, изложби и слично.
Најпознатије и најугледније културне манифестације у Бањој Луци су Кочићеви сусрети, Светосавска академија, Ђурђевдански фестивал, Фестивал градске и народне музике, Театарфест, Сајам књига, Демофест, Краткофил — фестивал кратког филма, Дани Владе С. Милошевића и др. Филмска остварења се емитују у биоскопу „Палас” и мултиплексу „Козара”. У Бањој Луци се сваке године одржавају двије вишедневне манифестације: „Бањолучке љетне игре” и „Љето на Врбасу”. У области културно-умјетничког аматеризма најактивнија су сљедећа друштва и удружења: „Веселин Маслеша”, „Пелагић”, „Чајавец”, српско пјевачко друштво „Јединство”, дјечји хор „Врапчићи” итд.

## Туризам
Како се град протеже обалама доњег тока Врбаса, на овим просторима риболов је веома старо занимање. Горњи ток Врбаса и цијели ток Пливе богати су разноврсном рибом (прије свих пастрмком, младицом и липљеном), а кањони ових ријека су и туристичке атракције. Доњи ток Врбаса богат је рибом мирних вода: шараном, штуком и сомом. Изузев сјеверне стране, Бања Лука је окружена шумовитим брдима са разноврсном дивљачи. Ловишта срна се налазе на Мањачи и Чемерници, резервати медвједа у шумама код Масловара и Шипрага (општина Котор Варош), а језеро Бардача (код Српца) обилује барском дивљачи, претежно дивљим паткама и гускама. Траписка шума познато је ловиште фазана и зечева, којих има и у резервату на подручју Поткозарја.
Захваљујући близини термоминералних извора (Лакташи, Српске топлице, Слатина, Кулаши...) Бања Лука има основне услове за развој бањско-рекреативног туризма. Ради љековитих својстава извори су коришћени и у доба Римљана, али до данас није завршена реконструкција и модернизација свих бањских љечилишта са теренима за рекреацију и осталим садржајима савремене туристичке понуде. Бања Лука је дуго словила као град зеленила са више од десет хиљада стабала, уређеним парковима, зеленим површинама и чувеним алејама. Планови везани за развој туризма подразумијевају санацију тврђаве Кастел и уређење обала Врбаса и зелених оаза у близини града (Бањ брдо, Шибови, Траписти и излетишта поред Врбање). Поред добре природне основе за развој лова и риболова, те бањског, манифестационог и сеоског туризма, у Бањој Луци је у посљедње вријеме све популарнији и авантуристички туризам. Под тим се подразумијевају рафтинг, кајакаштво, планинарење, спелеологија, параглајдинг и сличне активности, за које ријека Врбас и њен кањон представљају идеалну локацију.
У туристичке атракције Града Бање Луке спадају и манифестације као што су Козарски етно и Зимзоград. Козарски етно се одржава сваке године у првој седмици мјесеца јула, а први пут је одржан од 2005. године. Програм се изводи на двије локације, у поткозарском мјесту Пискавица и у самом граду. Поткозарска села чувају традицију и народне обичаје Козаре који су стварани вијековима. Специфична пјесма ојкача, народна ношња, кухиња, те традиционалне активности у кући и пољу, дају козарским селима одлике по којима су јединствени у свијету. Зимзоград је посебна туристичка атракција, коју у празничне дане (од 15. децембра до 15. јануара) чини тзв. зимски град у центру Бање Луке.
У Граду Бањој Луци је 2012. године остварено 100.960 ноћења туриста, од којих је забиљежено 46.357 ноћења домаћих, а 54.603 ноћења страних туриста.

## Знаменитости

### Архитектура
Најстарије грађевине у Бањој Луци, које су сачувале аутентични изглед, потичу из периода Османског царства. Бања Лука је тада егзистирала као турска тврђава, војнички логор и касаба, насеље подређено стратешким циљевима, без праве традиције европског града. Нагли урбанистичко-архитектонски развој насеља је започео са јачањем хришћанског грађанског слоја на размеђу турске и аустроугарске окупације у 19. вијеку. Грађевине из аустроугарског периода су Бањој Луци дале изглед европског града у општем урбанистичком концепту и у архитектонским и стилским облицима. Неке од најпознатијих грађевина из тог периода су зграде у Господској улици и зграда старе жељезничке станице из 1891. године (данас Музеј савремене умјетности РС). Крајем 19. вијека у Господској улици (улица Веселина Маслеше) подигнут је низ једноспратних неоренесансних зграда, а доцније и зграда са стилским елементима сецесије, намијењених трговини и становању. Већи број ових објеката сачувао се до данас и својим богатим украсима на вијенцима око прозора и балкона и са декоративним торњићима на угловима чини репрезентативну пјешачку зону у средишту града. Данас се у овим објектима дуж Господске улице налазе многе банке и трговачке радње које нуде робу домаћих и свјетских произвођача. Зграда старе жељезничке станице изведена је као монументално здање, са истакнутим средишњим улазом и бочним крилима на којима су такође репрезентативни портали, са лучним отворима богато украшених архиволти у приземљу, наглашеним профилисаним вијенцима и складним ритмом правоугаоних прозора на спрату, док је перонска страна првобитно имала тријем на челичним стубовима са украсним капителима. Грађена је у неоренесансном маниру, а позицијом је омогућила формирање првог градског трга везаног за Царски друм.
Структура и урбана морфологија града настала у периоду аустроугарске окупације била је основа за даљи развој града који је услиједио у периоду Врбаске бановине. У овој фази развоја доминирају нови архитектонски изрази са елементима преузетим из средњовјековног српског градитељства и духа функционализма. Градитељским подухватима из овог периода је заокружена примјена новог урбанизма која је почела у аустроугарском раздобљу, чиме је формиран данашњи европски изглед центра града. У најпознатије репрезентативне јавне објекте Врбаске бановине спадају зграде Градске палате и Банског двора, Палата Републике (тада Хипотекарна банка) и Зграда Народног позоришта РС. Радови на Банском двору почели су у марту 1931, а свечано отварање здања је било 8. новембра 1932. године. Диспозиције овог објекта и Градске палате ријешене су блоковским системом, са свјетларницима уз наглашено централно постављено степениште, смишљено и креативно, са задовољењем свих функција. Габарити обухватају углове улица, код којих се, излазећи фасадама на три стране, формирају затворени блокови. Ово архитектонско рјешење у себи садржи архитектонски израз обједињеног класицизма и елемената српског средњовјековног градитељства, са извученим и наглашеним пиластрима, те са декоративно обрађеним капителима и архиволтама које уоквирују полукружне отворе. Монументални објекат Хипотекарне банке изграђен је 1936. године, а у њему су, поред елемената Баухауса, наглашени и неокласицистички елементи. Двије бронзане фигуре крајишких сељака, које фланкирају репрезентативни портал, израдио је Владимир Загородњук. Од краја априла 2008. године ова зграда постаје Палата предсједника Републике Српске, да би крајем маја исте године била преименована у Палату Републике. На земљишту уступљеном од градске општине, у периоду од августа 1933. до септембра 1934. године, према пројекту инж. Јосифа Голднера, изграђена је зграда под називом Дом краља Петра I Великог Ослободиоца (данас зграда Народног позоришта РС) у којој су били смјештени позориште, музеј, друштво „Змијање”, „КАБ”, а од 1935. године и „Народна библиотека Краља Петра I Великог Ослободиоца”. Зграда позоришта из 1934. године је репрезентативно јавно здање, стилски одређено елементима Баухауса, али уз задржавање неких одлика неокласицизма. Зградом позоришта бан Милосављевић заокружио је цјелину осмишљеног градског језгра.

### Историјски локалитети
Најпознатији историјски локалитет у Граду Бањој Луци је Тврђава Кастел. Поред ове тврђаве, неке од значајних историјских локалитета представљају и остаци утврђених средњовјековних градова у долини Врбаса. На простору Града Бање Луке налазе се двије такве тврђаве: Звечај и Гребен.
Тврђава Кастел је најстарији историјски споменик у Бањој Луци. Налази се у средишњем дијелу града и доминира лијевом обалом Врбаса. У прошлости је Кастел био јако војничко утврђење са намјеном да брани котлину Врбаса од непријатељских налета. Тврђава је са свих страна опасана дебелим каменим зидовима, а у њеној унутрашњости, поред љетне позорнице, игралишта за дјецу и националног ресторана налази се Завод за заштиту културног и природног наслијеђа РС, који ради од 1976. године.
Звечај је познат по договору који је херцег Хрвоје Вукчић ондје склопио са Дубровчанима против босанског краља Остоје. Град се састоји од цитаделе, бедема који се спуштају ка Врбасу и кула од којих је једна сачувана до висине од око 10 m. Гребен град је страдао приликом пада Јајачке бановине под Турке 1527/28. године. Нешто боље су сачувани само кула над Врбасом и дио бедема који се спуштају према кањону ријеке.

### Вјерски објекти
На подручју Града Бање Луке постоји велики број вјерских објеката. У овом граду и његовој околини највише богомоља имају Српска православна црква, Исламска заједница и Римокатоличка црква. Ту су и сједишта Епархије, Бискупије и Муфтијства бањолучког. Поред објеката три најбројније вјерске заједнице, у Бањој Луци су прије Другог свјетског рата постојала и два јеврејска храма (сефардски и ашкенаски), те једна евангелистичка црква. За вријеме Другог свјетског рата су порушене православне цркве у граду, а за вријеме Рата у БиХ, на овом подручју су срушене џамије и неке католичке цркве. Већина њих је обновљена или је њихова обнова у току.
Познато је да су прије османског освајања на овом простору постојале монашке заједнице и хришћанске цркве, а на основу жртвеника пронађеног код тврђаве Кастел, претпоставља се да је ту постојао и антички римски храм посвећен богу Јупитеру. Најстарији вјерски објекат за који се поуздано зна када је саграђен, била је Царева џамија, тзв. Хунћарија и Канунија, подигнута 1528. године, у част султана Сулејмана. Манастир Гомионица се први пут помиње у сачуваним писаним изворима 1540. године. На основу познате грађе претпоставља се да је на мјесту данашње цркве Светог Илије у Крупи на Врбасу постојао манастир у вријеме средњовјековне босанске државе. Већина џамија изграђена је у 16. и 17. вијеку, а најпознатија међу њима је Ферхат-пашина џамија (Ферхадија). Најпознатија православна црква у Бањој Луци је Саборни храм Христа Спаситеља, а од римокатоличких цркава највећи значај за вјернике али и за развој Бање Луке и околине имао је чувени трапистички Самостан Марија Звијезда.
Црква Христа Спаситеља је изграђена у српско-византијском стилу, који се на Балкану јавља у архитектонској пракси крајем 19. и почетком 20. вијека. Срушена је у Другом свјетском рату, а обнова је почела тек 1992. године. Зидана је тзв. травертином, вулканским каменом са Блиског истока. На фасади храма налазе се портали, розете, стубови, крстови, бифоре и архиволте које су рађене од карарског бијелог мермера. Стубови (шест великих и четири мала) направљени су од гранита из мјеста Ђадоне (Сардинија). Иако њена унутрашњост још увијек није уређена, данас црква Христа спаситеља архитектонски представља једну од најљепших и највећих православних грађевина на Балкану. Приликом обнове храма 1992. године, одлучено је да он буде посвећен Христу Спаситељу, а да у складу са тим крсна слава Града буде Спасовдан.
Ферхат-пашина џамија или Ферхадија је изграђена 1579. у класичном отоманском стилу. У својој дугој историји више пута је била оштећена и реновирана. Најозбиљнија оштећења претрпјела је у земљотресу 1969. године. Тада јој је поломљен минарет, али је темељно рестаурирана и осликана. У рату (1992—1995), заједно са осталих 15 бањолучких џамија била је потпуно срушена, а до данас је обновљена и свечано отворена маја 2016. године.
Самостан Марија Звијезда је основан 1869. године. Старохришћански и романички елементи обликују огроман простор тробродне базилике на тачно промишљен, оригиналан начин, с обзиром на то да је средишња лађа дугачка шездесет, а широка десет метара. Унутрашњост самостана одликује се смислом за уређење простора, њежним колоритом и необично умјетничким уобличењем.

### Споменици и скулптуре
Неки од најпознатијих споменика и скулптура у Граду Бањој Луци су Споменик Петру Кочићу, Споменик Топола ужаса, Споменик Дванаест беба и Скулптура „Мир”. Споменик књижевнику и народном трибуну Петру Кочићу (1877—1916) налази се у Градском парку. Аутори споменика су Антун Аугустинчић и Вања Радауш. Постављен је и свечано откривен 6. новембра 1932. године. Споменик Топола ужаса се налази на Тргу жртава Јасеновца испред зграде Народне скупштине Републике Српске у центру Бање Луке. Подигнут је у знак сјећања на жртве усташког логора смрти Јасеновац. Споменик Дванаест беба се налази испред Музеја савремене умјетности Републике Српске. Подигнут је 2008. године у знак сјећања на 12 беба, страдалих 1992. године. Скулптура мира постављена је поводом осамнаесте годишњице од потписивања Дејтонског споразума. Ради се о челичној скулптури у облику голуба који симболично шири крила ка слободи. Скулптура је дјело Миливоја Унковића а налази се у парку поред зграде Владе РС.

### Излетишта и рекреација
Град Бања Лука је познат по бројним зеленим површинама и излетиштима. У граду и околини налази се неколико уређених мјеста за посјете и рекреацију. Углавном су смјештена уз ријеке Врбас и Врбању. Нека од најпознатијих су Бањ брдо, Бањалучки зоолошки врт, Водени парк Аквана, Парк Младен Стојановић итд. Бањ брдо (некада Шехитлуци) познато је бањолучко излетиште, са којег се може видјети готово цијели град. На врху овог брда (431 m надморске висине) налази се Споменик палим Крајишницима у Народноослободилачкој борби (1941—1945). Споменик је маузолејског типа (висине 13 m и дужине 24 m) и рад је једног од највећих југословенских кипара и мајстора меморијалне пластике, Антуна Аугустинчића. Бањ брдо доминира бањолучком котлином, а његов врх је удаљен 5 km од центра града.
Бањолучки зоолошки врт налази се у насељу Траписти, уз ријеку Врбас у сјеверном дијелу града. Званично је отворен 2008. године. Зоолошки врт располаже са неколико десетина, углавном ситнијих, животињских врста, као што су срне, јелен лопатар, патуљасте козе, јазавац, куна златица, или разна перад, али и један примјерак макаки мајмуна. Од крупнијих животиња, ту су медвјед, пар канадских вукова, лама и пар нојева. Водени парк Аквана се простире на 38.000 m² и представља највећу туристичку и забавну атракцију ове врсте у Бањој Луци и ширем окружењу. Смјештен је у непосредној близини центра града у бањолучком насељу Борик. У његовом саставу су: три базена, најсавременије постројења за пречишћавање воде, спортски терени, угоститељски садржаји итд. Највећи парк у Бањој Луци, који је добио име по познатом љекару и народном хероју из Другог свјетског рата, Младену Стојановићу, располаже бројним забавним и рекреативним објектима, као што су терени за боћање, столови за стони тенис, уређене стазе за шетњу и трчање. У овом парку се налазе и терени ТК Младост, на којима се одржава међународни тениски турнир АТП Челенџер серије.

## Спорт
Од бањолучких спортских клубова најтрофејнији су рукометаши који су свом граду донијели титулу европског првака у рукомету и боксери Славије коју били екипни шампиони Југославије 1974, медитерански и балкански прваци али и европски и олимпијски побједници.
Успјехе су постизали и бањолучки стријелци, шахисти, падобранци, фудбалери, бициклисти, кајакаши, кошаркаши и други спортисти овог града. Они су освојили 12 олимпијских медаља (8 златних), 15 медаља са свјетских првенстава, 6 медаља са европских првенстава, 4 са универзијада, 11 са медитеранских игара и 39 са балканских првенстава. Поред клупског првака Европе у рукомету (Рукометни клуб „Борац”), Бања Лука има и побједника европског фудбалског клупског такмичења Митропа куп и Купа Југославије у фудбалу (Фудбалски клуб „Борац”), те велики број екипних и појединачних шампионских титула у првенствима Југославије, Републике Српске, те Босне и Херцеговине. Данас је у Граду Бањој Луци организовано и активно ради више од 100 спортских организација, савеза, спортско-рекреативних друштава и удружења у 22 спорта.
На подручју Града Бање Луке постоји више од стотину спортских објеката. Најпознатији међу њима су: „Градски стадион ФК Борац”, спортске дворане „Борик” и „Обилићево” које су заједно са кугланом „Борик” у саставу јавне установе „Спортски центар Борик”, затим Градски олимпијски базен, терени тениских клубова „Младост” и „Борац”, објекат коњичког клуба „Чокорска поља”, куглана „Бања Лука”, стадион са вјештачком травом „Крупа”, рафтинг центар „Кањон” итд.
Током априла 2023. године је завршен и изграђен Национални тениски центар Тениског савеза Српске за потребе одржавања професионалног АТП 250 турнира Српска опен. Капацитет централног стадиона је око 6000 места, а овај модерни спортски објекат се налази у оквиру парка Младен Стојановић.

## Саобраћај
На подручју Града Бање Луке најразвијенији вид саобраћаја је друмски, а поред њега, у употреби је и жељезнички, док је ваздушни саобраћај слабије развијен.
Кроз град пролазе магистрални путеви М4 (Нови Град — Добој) и М16 (Градишка — Црна ријека (Јајце)), те неки мање значајни регионални и локални путеви. Укупна дужина путева на подручју Града Бање Луке 2005. године је износила 484 km, од чега је дужина магистралних путева била 81 km, регионалних 89 km, а локалних 314 km.
Након периода стагнације у развоју саобраћајне инфраструктуре на подручју Града Бање Луке и цијеле Републике Српске, у посљедњих неколико година ради се на модернизацији и реконструкцији путева. Године 2011. у саобраћај је пуштен ауто-пут Градишка — Бања Лука (дионица европског пута E-661) који веже Бању Луку са европским путем Е-70 (ауто-пут Београд — Загреб). Планирана је и изградња мреже ауто-путева, коју би поред наведеног чинили и правци Нови Град — Бања Лука, Бања Лука — Добој, Шамац — Добој, Шамац — Бијељина и Бања Лука — Купрес.
Жељезнички саобраћај се одвија на домаћој линији Добој — Бања Лука — Приједор — Нови Град — Добрљин и међународним линијама Загреб — Бања Лука — Сарајево — Плоче и Бања Лука — Шамац — Винковци — Београд.
Аеродром Бања Лука (у мјесту Маховљани, сјеверно од града) изграђен је 1985. године, али је за цивилни саобраћај отворен тек крајем 1997. Прва редовна путничка линија Београд — Бања Лука — Београд отворена је промотивним летом Југословенског аеротранспорта 2. марта 1998. године. С обзиром на неизграђено карго складиште у оквиру аеродрома теретни саобраћај још није успостављен.

## Медији

### Телевизијске станице
Телевизија Републике Српске (РТРС) почела је са радом 1992. године емитујући први Дневник из студија у Бањој Луци. Крајем 1993. године успостављен је заједнички систем преноса и емитовања програма са Каналом С са Пала, тада под називом Српска радио-телевизија. Данас је Радио-телевизија Републике Српске један од три равноправна емитера у оквиру Јавног сервиса Босне и Херцеговине, који првенствено прати дешавања у Републици Српској. Године 1996. у Бањој Луци је основана Алтернативна телевизија (АТВ), тада са локалном покривеношћу као дописничка јединица прве међуентитетске ТВ мреже ОБН, емитујући два сата дневно локални програм. Неколико година касније постала је једна од најгледанијих телевизијских станица у Бањој Луци и Републици Српској. Поред АТВ и РТРС, неке од најгледанијих домаћих ТВ станица фебруара 2009. године у Бањој Луци биле су Пинк БХ, ОБН, ТВ БН, БХТ1, ТВ Бел и РТВ Виком.

### Радијске станице
Радио Бања Лука је почео да емитује програм 1967. године прво као локални медиј, а касније као регионална радио-станица Босанске Крајине. Крајем 1993. године Радио Бања Лука је интегрисан са Српским радиом на Палама и тако постао дио јединственог система Српске радио-телевизије, која је неколико година касније преименована у Радио-телевизију Републике Српске. Радио Републике Српске је данас савремени електронски медиј који својим сигналом покрива цијелу територију Републике Српске. Посједује мрежу информативно-техничких центара са бројним дописништвима. Поред Радија Републике Српске, неке од најслушанијих бањолучких радио станица су Биг радио, Нес радио, Радио Нес Кастра, Уно радио итд. Радио Биг је почео са радом 1992. године и убрзо након оснивања постао један од најслушанијих медија на подручју бањолучке регије и Републике Српске. Данас емитује три програма, а статистички показатељи бројних истраживања потврђују да је ова радио станица још увијек у врху слушаности на простору који покрива својим сигналом. Нес радио је почео емитовати програм 1997. године као дио компаније „Независне новине”. Својим сигналом покрива око двије трећине Босне и Херцеговине, те дијелове Хрватске и Србије. Нес је прва радио станица из Републике Српске која је успоставила размјену прилога са радио станицама из Федерације БиХ.

### Дневна штампа
Међу најчитанијим дневним новинама у Републици Српској, према истраживањима маркетиншких агенција 2007. године, поред Еуро Блица и београдских Вечерњих новости, били су и бањолучки дневни листови: Глас Српске и Независне новине. Први број Гласа штампан је 1943. године у Жупици код Дрвара, као лист НОП-а за Босанску Крајину. Одлуком Народне Скупштине РС 1992. године постао је дневни лист Републике Српске, а под данашњим именом Глас Српске излази од 2003. године. Дневни лист Независне новине основан је након Рата у БиХ, када је критички писао о владајућој Српској демократској странци (СДС) у Републици Српској али и о режиму бившег предсједника СР Југославије, Слободана Милошевића. Током 1999. године Независне новине су писале и о ратним злочинима које су српске паравојне снаге починиле за вријеме ратних сукоба од 1992. до 1995. године.

## Градови побратими и партнери
Град Бања Лука има потписан протокол о сарадњи са сљедећим градовима:
- Патра, Грчка
- Москва, Русија
- Кајзерслаутерн, Њемачка
- Београд, Србија
- Лавов, Украјина
- Нови Сад, Србија
- Крањ, Словенија
- Бари, Италија
- Битонто, Италија
- Сремска Митровица, Србија
- Суботица, Србија
- Кампобасо, Италија
- Модин Макабим Реута, Израел